# 大西物流
大西物流株式会社（おおにしぶつりゅう）は、愛媛県四国中央市豊岡町に本社を置く運送会社。 カトーレックのグループ会社である。

## 事業所
- 本社 - 愛媛県四国中央市豊岡町大町1735-1
- 四国中央デポ - 愛媛県四国中央市寒川町大門4765-28
- 関東支店 - 埼玉県越谷市神明町3丁目390-2
- 関西支店 - 大阪府大東市諸福4丁目5-1

## 沿革
- 1954年 - 大西製紙株式会社の運輸部門を分離独立し同社専属の運送会社として発足。
- 1964年 - 「大西運送株式会社」を設立。
- 1967年 - 大阪府大阪市城東区に関西出張所を設置。
- 1968年 - 埼玉県蕨市に蕨出張所を設置。
- 1969年 - 蕨出張所を東京都足立区に移転し、東京営業所とする。
- 1970年 - 関西出張所を大阪府大東市に移転し、関西営業所とする。
- 1974年 - 東京営業所を東京支店とする。
- 1975年 - 「大西運輸倉庫株式会社」に改称。
- 1980年 - 東京支店を埼玉県越谷市に移転し、関東支店とする。
- 1982年 - 四国製紙（現：リンテック）の系列会社となる。
- 1984年 - 関西営業所を大阪市鶴見区に移転。
- 1988年 - 「大西物流株式会社」に改称。関西営業所を関西支店とする。
- 1997年 - 関西支店を大阪府大東市に新築・移転。
- 2017年 - 宮城県岩沼市に仙台営業所を設置。兵庫県神戸市中央区に神戸事業所を設置。
- 2022年 - カトーレックが株式の66.8％を取得し、カトーレックのグループ企業となる[1]。